# Village-des-Poirier
Village-des-Poirier,, ou Poirier,, est un DSL (sous le nom légal de Poirier) du Nouveau-Brunswick, dans le comté de Gloucester. Le village est situé sur la péninsule de Maisonnette, sur la rive nord de la baie de Caraquet. Dans le cadre de la réforme de la gouvernance locale du 1er janvier 2023, le DSL a été annexé à la nouvelle ville de Rivière-du-Nord.

## Géographie

### Situation et topographie

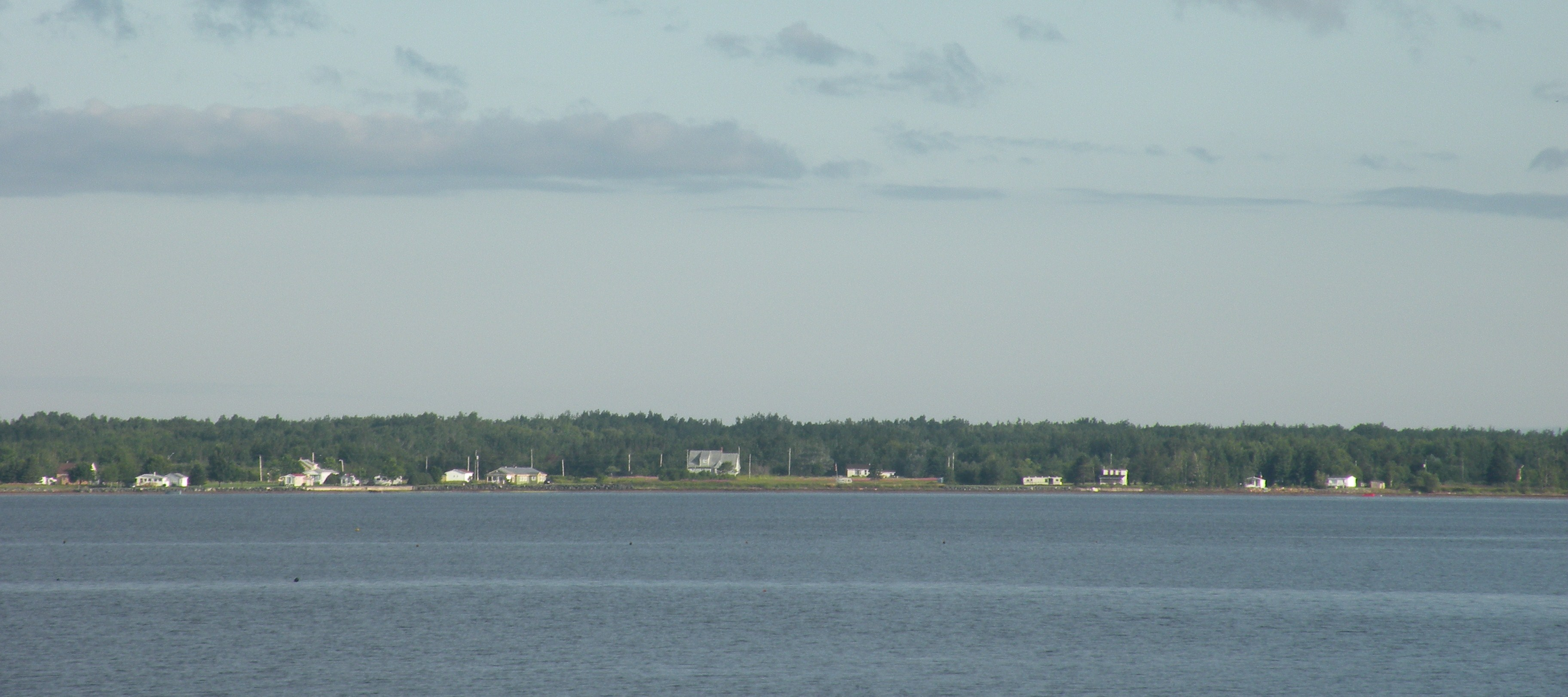
Village-des-Poirier vu de Caraquet.

Village-des-Poirier est situé à 60 kilomètres de route et à 50 kilomètres à vol d'oiseau à l'est de Bathurst, dans la Péninsule acadienne. Le DSL a une superficie de 7,78 km2.
Village-des-Poirier est situé sur la rive nord de la baie de Caraquet. Le village est érigé sur la péninsule de Maisonnette et est séparé de la baie des Chaleurs par seulement quatre kilomètres. Village-des-Poirier est situé à l'embouchure de la rivière du Nord dans la baie. Le nom « Caraquet » fait possiblement référence à la confluence de cette rivière avec la rivière Caraquet, en face du village. Le littoral s'étend à l'est jusqu'à la pointe des Huîtres. Le terrain est plat et culmine à sept mètres d'altitude près de la route principale. Il y a seulement des étangs et des ruisseaux très courts.
Village-des-Poirier possède un territoire grossièrement rectangulaire, orienté est-ouest, et limitrophe de la paroisse de New Bandon au sud-ouest, de Dugas à l'ouest, d'Anse-Bleue au nord et de Maisonnette à l'est. Le village de Bertrand et la ville de Caraquet lui font face. Village-des-Poirier est par ailleurs considéré comme faisant partie du Grand Caraquet.
Le village est traversé d'est en ouest par la route 303, qui permet d'attendre Maisonnette ou la route 11. Le chemin Downing relie quant à lui le village avec Anse-Bleue. La plupart des résidences sont situées sur le chemin Poirier, au bord de la baie. Village-des-Poirier n'est pas accessible en transport en commun.
Village-des-Poirier est généralement considéré comme faisant partie de l'Acadie.

### Géologie
Le sous-sol de Village-des-Poirier est composé principalement de roches sédimentaires du groupe de Pictou datant du Pennsylvanien (entre 300 et 311 millions d'années).

### Faune et flore
La majeure partie du territoire est couvert de forêt. Une carrière a été exploitée près de la route 303.

## Histoire

### Colonisation européenne
Selon ce que rapporte Donat Robichaud, la région est visitée par des pêcheurs Normands et Bretons dès la fin du XIIIe siècle. Les Bretons sont en fait bien établis avant 1536. Les Basques chassent la baleine en Europe à partir du XIIe siècle ou plus tôt mais, à la suite de l'effondrement de la population de ces cétacés, commencent à les chasser au sud du Labrador au XVIe siècle, en plus de pêcher la morue. Ces pêcheurs viennent surtout du Pays basque espagnol mais ceux du Pays basque français deviennent de plus en plus nombreux. Ils sont déjà bien installés vers 1540. Contrairement à une idée répandue, ils n'ont pas chassés la baleine de plus en plus loin jusqu'à atteindre l'Amérique mais s'y sont rendus directement.
Vers 1632, les pêcheurs de morue basques se déplacent dans des endroits plus reculés, dont Caraquet, Paspébiac et Shippagan, notamment pour éviter les attaques des Inuits et des pirates anglais ou danois, mais aussi à cause de la baisse de la population de baleine et de l'ouverture de la pêche au Svalbard. Leur établissement à Caraquet s'appelle en fait l'Habitation Pichiguy (Habitaçion Pichiguy), et la carte de 1689 de Pierre Detcheverry l'identifie à la rive nord de la baie de Caraquet, soit sur le site de Village-des-Poirier ou de Maisonnette. Pichiguy est l'un des endroits où a lieu un échange commercial entre les Micmacs et les Basques. Le toponyme proviendrait en fait soit de la langue basque, soit du pidgin basco-algonquin utilisé à l'époque pour les échanges entre les Basques et les Micmacs. Sa signification est toutefois inconnue.
La pêche basque à Pichiguy dure sans encombre jusque vers la fin du XVIIe siècle.

### De la fondation à nos jours
Village-des-Poirier est l'une des localités organisatrices du IVe Congrès mondial acadien, en 2009.

## Démographie
La plupart des habitants du Village-des-Poirier sont des acadiens francophones.

## Administration

### Comité consultatif
En tant que district de services locaux, Village-des-Poirier est en théorie administré directement par le Ministère des Gouvernements locaux du Nouveau-Brunswick, secondé par un comité consultatif élu composé de cinq membres dont un président. Il n'y a actuellement aucun comité consultatif.

### Commission de services régionaux
Village-des-Poirier fait partie de la Région 4, une commission de services régionaux (CSR) devant commencer officiellement ses activités le 1er janvier 2013. Contrairement aux municipalités, les DSL sont représentés au conseil par un nombre de représentants proportionnel à leur population et leur assiette fiscale. Ces représentants sont élus par les présidents des DSL mais sont nommés par le gouvernement s'il n'y a pas assez de présidents en fonction. Les services obligatoirement offerts par les CSR sont l'aménagement régional, l'aménagement local dans le cas des DSL, la gestion des déchets solides, la planification des mesures d'urgence ainsi que la collaboration en matière de services de police, la planification et le partage des coûts des infrastructures régionales de sport, de loisirs et de culture; d'autres services pourraient s'ajouter à cette liste.

### Représentation
Nouveau-Brunswick: Village-des-Poirier fait partie de la circonscription de Caraquet, qui est représentée à l'Assemblée législative du Nouveau-Brunswick par Hédard Albert, du Parti libéral. Il fut élu en 2003 puis réélu en 2008 et en 2010.
 Canada: Village-des-Poirier fait partie de la circonscription fédérale d'Acadie-Bathurst. Cette circonscription est représentée à la Chambre des communes du Canada par Yvon Godin, du NPD. Il fut élu lors de l'élection de 1997 contre le député sortant Doug Young, en raison du mécontentement provoqué par une réforme du régime d’assurance-emploi.

### Projets de fusion
Déposé en 2008, le Rapport sur la gouvernance locale propose de regrouper toutes les municipalités de la province en 12 districts de services régionaux, ensuite subdivisés en entités municipales. Il propose aussi de réorganiser les finances municipales. Le rapport du commissaire Jean-Guy Finn place Village-des-Poirier dans l'entité municipale 13, qui regroupe le Grand Caraquet, du DSR 4, qui regroupe la plupart de la Péninsule acadienne.

## Économie
Village-des-Poirier possède trois commerces. Le village est moins fréquenté depuis que le parc provincial de Maisonnette est devenu un parc municipal. Le Village historique acadien, situé près du village, attire tout de même beaucoup de touristes. La population du Grand Caraquet travaille généralement dans les services et la pêche. Près de 80 % des gens travaillent aussi dans cette région.
La pêche blanche à l'éperlan (Osmerus mordax) a lieu durant l'hiver sur la baie de Caraquet.
Entreprise Péninsule, un organisme basé à Tracadie-Sheila faisant partie du réseau Entreprise, a la responsabilité du développement économique de la région.

## Vivre au Village-des-Poirier

### Éducation
Les élèves vont à l'école Ola-Léger de Bertrand jusqu'en 8e année, avant de poursuivre leurs études jusqu'en 12e année à la polyvalente Louis-Mailloux de Caraquet. La ville de Shippagan compte le CCNB-Péninsule acadienne et un campus de l'Université de Moncton.
Les anglophones bénéficient d'une école à Janeville mais doivent poursuivre leur éducation à Bathurst de la sixième à la douzième année. Les établissements d'enseignement supérieur anglophones les plus proches sont à Fredericton ou Miramichi.
Il y a une bibliothèque publique à Caraquet. Le bibliobus du Nord fait toutefois un arrêt à Maisonnette.

### Autres services publics
Les villages environnants d'Anse-Bleue, de Grande-Anse, de Maisonnette et de Bertrand comptent plusieurs commerces et services publics et Caraquet possède un hôpital. Shippagan, situé à 50 kilomètres à l'est, bénéficie du CCNB-Péninsule acadienne et d'un campus de l'Université de Moncton.
Le détachement de la Gendarmerie royale du Canada le plus proche est situé à Caraquet. Cette ville dispose également d'un poste d'Ambulance Nouveau-Brunswick et de l'hôpital de l'Enfant-Jésus. Le bureau de poste le plus proche est à Maisonnette.
Existant depuis le 20 juillet 1995, la Commission de gestion des déchets solides de la Péninsule acadienne (COGEDES) a son siège social à Caraquet. Les déchets sont transférés au centre de transbordement de Tracadie-Sheila et les matières non recyclables sont ensuite enfouies à Allardville.
Les francophones bénéficient du quotidien L'Acadie nouvelle, publié à Caraquet, ainsi que de l'hebdomadaire L'Étoile, de Dieppe. Les anglophones bénéficient quant à eux du quotidien Telegraph-Journal, publié à Saint-Jean.

## Culture

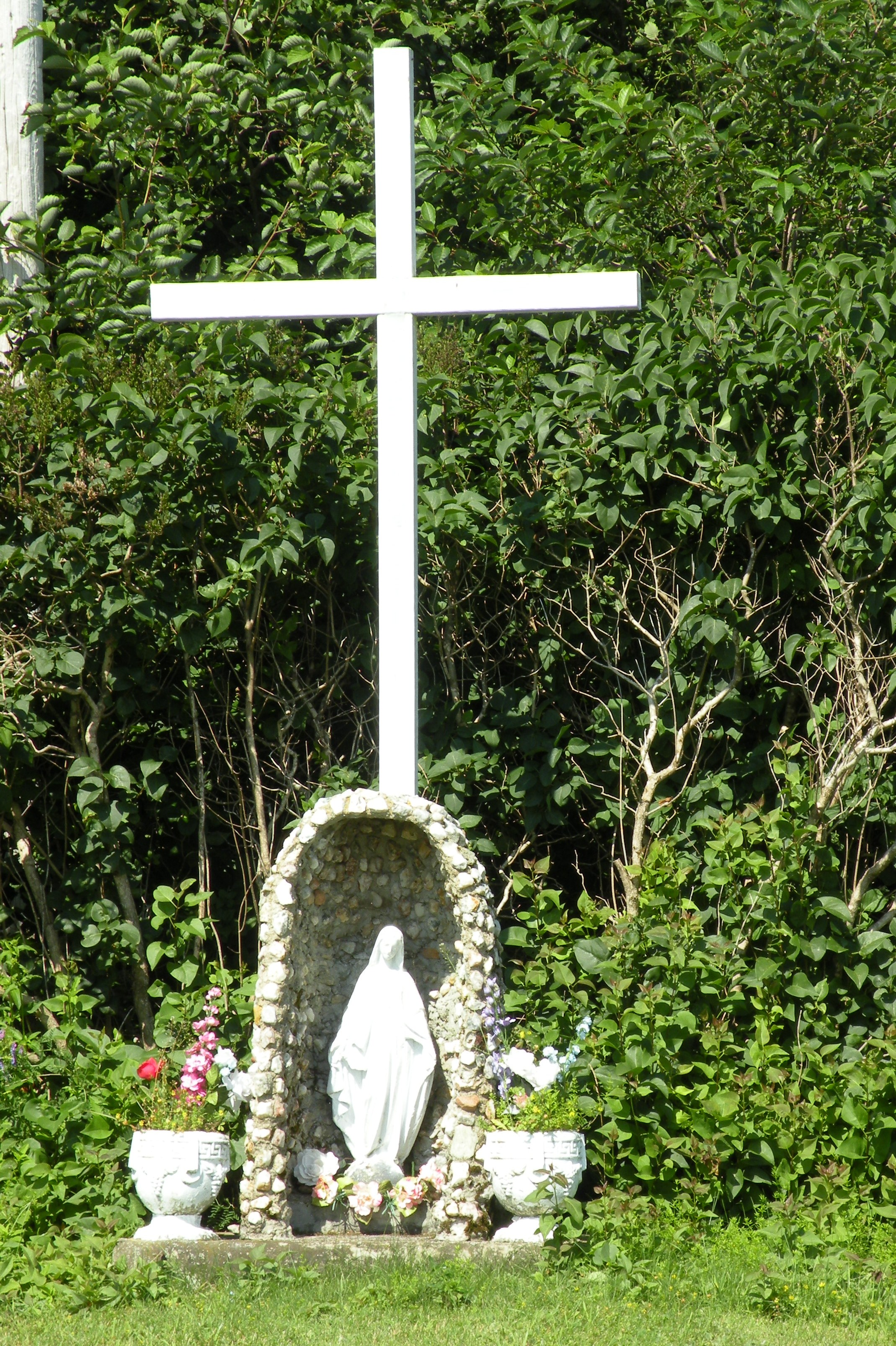
La croix de chemin.

Village-des-Poirier compte plusieurs maisons traditionnelles acadiennes. Il y a plusieurs exemples de décorations extérieures traditionnelles et il y a une croix de chemin.